# Emblemariopsis randalli
Emblemariopsis randalli är en fiskart som beskrevs av Cervigón, 1965. Emblemariopsis randalli ingår i släktet Emblemariopsis och familjen Chaenopsidae. Inga underarter finns listade i Catalogue of Life.